# Den Blodige Søndag
|  | For Den Blodige Søndag 30. januar 1972 i Derry i Nordirland, se Bloody Sunday |
Den Blodige Søndag eller Den Røde Søndag var en begivenhed, som fandt sted d. 22. januar 1905 i Sankt Petersborg i Det Russiske Kejserrige, hvor ubevæbnede demonstranter – ledet af fader Georgij Gapon – blev beskudt af soldater fra den kejserlige garde, da de marcherede mod Vinterpaladset for at overlevere en petition (et bønskrift) til zar Nikolaj 2.
Det nøjagtige antal døde er ikke kendt. Officielle kilder fra den tid angav 96 døde og 333 sårede, mens fjendtligt indstillede grupper overfor regimet påstod at 4.000 var blevet dræbt. Moderate estimater ligger i gennemsnit på omkring 1.000 dræbte og sårede – både som følge af geværskud og i panikken som opstod herefter (folk blev trampet ihjel).
Den Blodige Søndag havde alvorlige konsekvenser for det autokratiske zarstyre, der regerede det kejserlige Rusland: Begivenhederne i Skt. Petersborg fremkaldte offentlig forargelse og en række massive strejker, der hurtigt spredte sig til industricentrene i det russiske imperium. Massakren på Den Blodige Søndag anses for at være starten på den aktive fase af revolutionen i 1905. Ud over at begynde 1905-revolutionen ser historikere som Lionel Kochan i sin bog Russia in Revolution 1890-1918 begivenhederne på Den Blodige Søndag, som værende en af de vigtigste begivenheder der ledte til de russiske revolutioner i 1917.
Den officielle sovjetiske beretning om Den Blodig Søndag kan findes i bogen History of the Communist Party of the Soviet Union, som blev udgivet i 1938. Heri gengav bolsjevikkerne bl.a. begivenhederne på dagen, som at demonstranterne blev mødt med "fjendtlig modtagelse fra Nicolaj 2.. Han gav ordre til at skyde på de ubevæbnede arbejdere". Bolsjevikkerne og andre brugte dog begivenheden til at sprede flere rygter, der havde til hensigt at sætte zar Nikolaj 2. i et dårligt lys. Nikolaj 2. befandt sig således ikke selv i Sankt Peterborg, da begivenhederne udspillede sig. Der findes derfor ikke fakta, der understøtter teorien om, at han skulle have give en sådan ordre til at skyde. I henhold til nye dokumenter fra de russiske arkiver, spillede de revolutionære grupper (bl.a. mensjevikkerne og bolsjevikkerne), som både var bevæbnede og farlige, en væsentlig rolle i at fremprovokere og eskalere situationen bl.a. ved at åbne ild.
Demonstrationen blev ledet af præsten Georgij Gapon som var en politiinformant og dobbeltagent for zarens hemmelige politi, Okhrana. Gapon blev myrdet i 1906 af folk i Det Socialrevolutionære Parti, efter at de havde opdaget, at Gapon var en politiinformant.